# Medusa (album de Clan of Xymox)
Pour les articles homonymes, voir Medusa.
Albums de Clan of Xymox
Clan of Xymox
(1985) Twist of Shadows
(1989)
Medusa est le deuxième album du groupe de rock gothique néerlandais Clan of Xymox, sorti en novembre 1986 sur le label 4AD.
Le membre fondateur Pieter Nooten a réenregistré les chansons After the Call et Theme I sur Sleeps with the Fishes (en), son album collaboratif de 1987 avec Michael Brook, après une brève séparation du groupe.

## Liste des titres
Toutes les chansons sont écrites et composées par Ronny Moorings, Pieter Nooten et Anka Wolbert.
| 1.    | Theme I          | 2:55 |
| 2.    | Medusa           | 5:54 |
| 3.    | Michelle         | 2:59 |
| 4.    | Theme II         | 1:43 |
| 5.    | Louise           | 5:18 |
| 6.    | Lorretine        | 3:33 |
| 7.    | Agonised by Love | 5:19 |
| 8.    | Masquerade       | 3:55 |
| 9.    | After the Call   | 5:56 |
| 10.   | Back Door        | 4:52 |
| 42:23 |                  |      |

| Titres bonus, réédition États-Unis et Royaume-Uni (4AD, mars 1999) | Titres bonus, réédition États-Unis et Royaume-Uni (4AD, mars 1999) | Titres bonus, réédition États-Unis et Royaume-Uni (4AD, mars 1999) | Titres bonus, réédition États-Unis et Royaume-Uni (4AD, mars 1999) | Titres bonus, réédition États-Unis et Royaume-Uni (4AD, mars 1999) | Titres bonus, réédition États-Unis et Royaume-Uni (4AD, mars 1999) | Titres bonus, réédition États-Unis et Royaume-Uni (4AD, mars 1999) | Titres bonus, réédition États-Unis et Royaume-Uni (4AD, mars 1999) | Titres bonus, réédition États-Unis et Royaume-Uni (4AD, mars 1999) | Titres bonus, réédition États-Unis et Royaume-Uni (4AD, mars 1999) |
| No                                                                 | Titre                                                              | Durée                                                              |                                                                    |                                                                    |                                                                    |                                                                    |                                                                    |                                                                    |                                                                    |
| ------------------------------------------------------------------ | ------------------------------------------------------------------ | ------------------------------------------------------------------ | ------------------------------------------------------------------ | ------------------------------------------------------------------ | ------------------------------------------------------------------ | ------------------------------------------------------------------ | ------------------------------------------------------------------ | ------------------------------------------------------------------ | ------------------------------------------------------------------ |
| 11.                                                                | Blind Hearts                                                       | 4:19                                                               |                                                                    |                                                                    |                                                                    |                                                                    |                                                                    |                                                                    |                                                                    |
| 12.                                                                | A Million Things                                                   | 4:37                                                               |                                                                    |                                                                    |                                                                    |                                                                    |                                                                    |                                                                    |                                                                    |
| 13.                                                                | Scum                                                               | 7:11                                                               |                                                                    |                                                                    |                                                                    |                                                                    |                                                                    |                                                                    |                                                                    |
| 58:27                                                              |                                                                    |                                                                    |                                                                    |                                                                    |                                                                    |                                                                    |                                                                    |                                                                    |                                                                    |